# Raputia szczerbanii
Raputia szczerbanii là một loài thực vật có hoa trong họ Cửu lý hương. Loài này được (Steyerm.) Kallunki miêu tả khoa học đầu tiên năm 1994.